# Prisca Agustoni
Prisca Agustoni (* 20. Mai 1975 in Lugano) ist eine Schweizer Schriftstellerin und Dichterin.

## Leben
Nach einem Studium der hispanischen Literatur und Philosophie und einem Master in Gender Studies an der Universität Genf zog sie 2002 nach Brasilien, wo sie an der Katholischen Universidade Federal de Minas Gerais in Belo Horizonte in vergleichender Literaturwissenschaft promovierte. 
Ihre literarische Tätigkeit zeichnet sich durch Mehrsprachigkeit aus (sie schreibt auf Italienisch, Portugiesisch, Französisch und Spanisch) und durch ein bedeutendes Werk von Übersetzungen zeitgenössischer brasilianischer Poesie und italienischsprachiger Schweizer Autoren. Seit 2008 ist sie ordentliche Professorin für italienische Sprache und Literatur an der Bundesuniversität von Juiz de Fora.

## Werke

### Dichtungen
- Traduzioni, Traduções. Mazza Edições, Belo Horizonte 1999.
- Verefkin e altre poesie. In: Bloc Notes. Nr. 43, Bellinzona 2001, S. 161–167.
- Inventario di voci. Einleitung von Maria José Somerlate Barbosa, Mazza Edições, Belo Horizonte 2001.
- Sorelle di fieno. Mazza Edições, Belo Horizonte 2002.
- Días emigrantes y otros poemas. Einleitung von Martha L. Canfield,  Mazza Edições, Belo Horizonte 2004.
- La Morsa. Alla Chiara Fonte, Lugano 2007.
- Le Déni. Éditions Samizdat, Genf 2012.
- Poesie scelte. Giuliano Ladolfi Editore, Borgomanero 2013.
- Un ciel provisoire. Éditions Samizdat, Genf 2015.
- Verso la ruggine. Interlinea, Novara 2022.

### Prosa
- A neve ilícita. mit Fotos von Pietro D’Agostino, Nankin Editorial, San Paolo 2006.

### Geschichten für junge Leute
- Bilbeli Collection. (14 Kurzgeschichten für die Alphabetisierung), Franco Editora, Juiz de Fora 2002–2003.
- Das Mädchen mit dem unsichtbaren Regenschirm. Franco Editora, Juiz de Fora 2002.
- Geschichten aus Longeperto. Franco Editora, Juiz de Fora 2004.

## Auszeichnungen
- 2023: Schweizer Literaturpreis für Verso la ruggine
- 2023: Prêmio Oceanos (Brasilien) für O gosto amargo dos metais